# Robert Carson (Schauspieler)
Robert Samuel Carson (* 9. Juni 1909 in Carman, Manitoba, Kanada; † 2. Juni 1979 in Atascadero, Kalifornien) war ein kanadischer Schauspieler.

## Leben
Robert Samuel Carson ist Sohn von Edward L. Carson und Elsa Carson sowie der älterer Bruder des bekannteren Schauspielers Jack Carson. Die Familie zog kurz nach seiner Geburt von Kanada nach Milwaukee, Wisconsin. Nachdem Jack 1937 sein Leinwanddebüt in Gregory La Cavas Bühneneingang gegeben hatte, debütierte Robert zwei Jahre später als Agent Scott in dem von John English und William Witney inszenierten Kriminalfilm Dick Tracy's G-Men an der Seite von Ralph Byrd und Jennifer Jones auf der Leinwand. Er spielte vorrangig kleinere Nebenrollen. Ab den 1950er-Jahren stand er auch für diverse Fernsehserien vor der Kamera.
Carson  war bis 1979 in insgesamt mehr als 180 Film- und Fernsehproduktionen zu sehen. Er starb am 2. Juni 1979, eine Woche vor seinem 70. Geburtstag, an den Folgen eines Schlaganfalls.

## Filmografie (Auswahl)
- 1939: Dick Tracy's G-Men
- 1949: Die Menschenfalle (Trapped)
- 1949: Mein Traum bist Du (My Dream Is Yours)
- 1950: Radar-Geheimpolizei (Radar Secret Service)
- 1951: Unternehmen Seeadler (Operation Pacific)
- 1952: Die größte Schau der Welt (The Greatest Show on Earth)
- 1952: Grausame Richter (For Men Only)
- 1952: Park Row
- 1952: Seemann paß auf (Sailor Beware)
- 1952: Endstation Mars (Red Planet Mars)
- 1953: Gefahr aus dem Weltall (It Came from Outer Space)
- 1953: Die Nacht vor dem Galgen (Count the Hours)
- 1953: Der Mann vom Alamo (The Man from Alamo)
- 1956: Das schwache Geschlecht (The Opposite Sex)
- 1956: Die zehn Gebote (The Ten Commandments)
- 1957: Dein Schicksal in meiner Hand (Sweet Smell of Success)
- 1957: Tödlicher Skandal (Slander)
- 1958: Ihr Leben war ein Skandal (Too Much, Too Soon)
- 1958: König der Freibeuter (The Buccaneer)
- 1959: Blonde Locken – scharfe Krallen (Girls Town)
- 1959: Engel unter Sündern (The Mating Game)
- 1960: Cimarron
- 1961: Alles in einer Nacht (All in a Night's Work)
- 1961: Junggeselle im Paradies (Bachelor in Paradise)
- 1963: Ach Liebling... nicht hier! (Wives and Lovers)
- 1963: Der Ladenhüter (Who’s Minding the Store?)
- 1964: Die wilden Weiber von Tennessee (Kissin’ Cousins)
- 1964: Helden ohne Hosen (Advance to the Rear)
- 1964: Prinzgemahl im Weißen Haus (Kisses for My President)
- 1965: Das große Rennen rund um die Welt (The Great Race)
- 1965: Wie bringt man seine Frau um? (How to Murder Your Wife)
- 1967: Die abenteuerliche Reise ins Zwergenland (The Gnome-Mobile)
- 1972: Hilfe, ich habe Erfolg! (Get to Know Your Rabbit)
- 1974: Herbie groß in Fahrt (Herbie Rides Again)